# Brüll
Pour les articles homonymes, voir Brüll (homonymie).
Le Brüll (Brühl en luxembourgeois) est un ruisseau de Belgique et de France, affluent en rive droite de la Chiers faisant partie du bassin versant de la Meuse. Il coule principalement en Belgique, dans l’extrême Sud-Est de la province de Luxembourg.

## Parcours
Le Brüll prend sa source dans la commune belge d’Aubange, au nord d’Aix-sur-Cloie, se dirige vers le Sud-Est, traverse le village d’Aubange, puis passe sous l’autoroute A28 qu’il longe alors vers le Sud. S’orientant à nouveau vers le Sud-Est, il forme pendant une centaine de mètres la frontière franco-belge avant d’arriver en France, passer sous la ligne ferroviaire Longuyon–Mont-Saint-Martin et finalement se jeter dans la Chiers quelques centaines de mètres plus loin près de la frontière franco-luxembourgeoise, à l’est de Mont-Saint-Martin au lieu-dit Freihaut. 